# 뱀파이어 vs 브롱크스
《뱀파이어 vs 브롱크스》(영어: Vampires vs. the Bronx)는 2020년에 넷플릭스에서 방영한 미국의 공포 코미디 영화이다.

## 캐스팅

### 주연
- 제이든 마이클: 미구엘 마르티네즈 역
- 그레고리 디아즈 4세: 루이스 아코스타 역

### 조연
- 사라 가던: 비비안 역
- 쉐어 위햄: 프랭크 폴리도리 역
- 메소드 맨: 잭슨 신부 역
- 코코 존스: 리타 역